# Philippe Pottier
Philippe Pottier (Monthey, 9 juli 1938 - 22 september 1985) was een Zwitsers voetballer die speelde als aanvaller.

## Carrière
Pottier maakte zijn profdebuut voor FC Monthey maar vertrok al na één seizoen naar La Chaux-de-Fonds waar hij bleef spelen tot in 1961. In 1957 en 1961 won hij met hen de beker. Tussen 1961 en 1965 speelde hij voor de Franse ploeg Stade français en later voor Angers SCO.
Na zijn avontuur in Frankrijk speelde hij voor Servette Genève waarmee hij de beker wist te winnen in 1971. Zijn carrière sloot hij af bij Etoile Carouge in 1974.
Hij speelde zestien interlands voor Zwitserland, hij nam met de Zwitserse ploeg deel aan het WK voetbal 1962 in Chili.
Hij overleed op 22 september 1985 op amper 47-jarige leeftijd.

## Erelijst
- La Chaux-de-Fonds
  - Zwitserse voetbalbeker: 1957, 1961
- Servette Genève
  - Zwitserse voetbalbeker: 1971